# Mega Man (ゲームギア)
Mega Man（メガマン）とは、1995年にU.S. Goldから発売されたゲームギア専用のアクションゲームである。本作はカプコンのライセンスを受け北米で独自に開発された作品である。

## 概要
ステージは計8つ存在し、まず4つの選択ステージを任意の順番で攻略した後、4つのステージを順番に攻略していくという仕組みになっている。本作では、特殊武器を持つボスキャラクターも一部は順番で攻略するステージのボスとして登場する。
パスワードでのコンティニューは可能だが、ゲームオーバーになるとオープニング画面に戻される仕様となっている。
難易度はNORMALとHARDの2種類があり、ゲーム開始時に選ぶことができる。

## 登場キャラクター

### ボスキャラクター

#### ロックマン4から
DWN.025 ブライトマン（Brightman）
DWN.026 トードマン（Toadman）
選択ステージに登場しない。

#### ロックマン5から
DWN.034 ウェーブマン（Waveman）
選択ステージに登場しない。
DWN.035 ストーンマン（Stoneman）
DWN.037 スターマン（Starman）
DWN.039 ナパームマン（Napalmman）

### その他のボスキャラクター
ワイリーカプセルII（Wily Capsule II）
『ロックマン5』から登場。これまでのロックマンシリーズでは珍しく、最終形態のみで登場するワイリーマシーンである。なお、他のシリーズと違って倒してもワイリーの土下座シーンは無く、他のボス同様に武器習得を行う（何を習得したかは不明）。

## 特殊武器

### MAIN
フラッシュストッパー(BRIGHT) - ブライトマンを撃破 - 消費エネルギー(4)
本編のものとは大幅に性能が異なる武器。『ロックマン6』のケンタウロスフラッシュに近い性能になっている。
弱点以外のボスにも通用するようになったが、動きを止めることはできず閃光でダメージを与えるようになっている。
レインフラッシュ(RAIN) - トードマンを撃破 - 消費エネルギー(7)
ウォーターウェーブ(WAVE) - ウェーブマンを撃破 - 消費エネルギー(3)
トードマンのみ有効。
パワーストーン(STONE) - ストーンマンを撃破 - 消費エネルギー(4)
スタークラッシュ(CRASH) - スターマンを撃破 - 消費エネルギー(4)
ナパームボム(BOMB) - ナパームマンを撃破 - 消費エネルギー(2)

### SUB
ニューラッシュコイル - 初期装備 - 消費エネルギー(4)
乗るとサポートメカがジャンプして、そこでプレイヤーもジャンプすることで二段ジャンプが可能になる。『ロックマン5』以外でニューラッシュコイルが登場したのは本作のみである。

## 備考
- 各ボスキャラクターのステージ構造は基本的にファミコン版と同じだが、画面とキャラクターとの比率が小さくなっている。
- 後半の4ステージには『ロックマン2』のクイックマンステージと同じ構造のステージが登場する。
- 後半ステージマップの前半が『ロックマン4』のコサック城に、後半が『ロックマン4』のワイリー要塞になっている。
- BGMは、『ロックマン4』と『ロックマン5』のものが両方使用されているが、ウェーブマンステージのBGMが『5』のグラビティーマンのBGMになっている。